# باب مورافسکی
باب مورافسکی (انگلیسی: Bob Murawski؛ زادهٔ ۱۴ ژوئن ۱۹۶۴) یک تدوین‌گر اهل ایالات متحده آمریکا است.

## بخشی از فیلمشناسی
- مرد تاریکی (۱۹۹۰)
- هدف سخت (۱۹۹۳)
- ارتش تاریکی (۱۹۹۳)
- هدیه (۲۰۰۰)
- مرد عنکبوتی (۲۰۰۲)
- مرد عنکبوتی ۲ (۲۰۰۴)
- مرد عنکبوتی ۳ (۲۰۰۷)
- مهلکه (۲۰۰۹)
- مرا به دوزخ بکش (۲۰۰۹)
- کشیش (۲۰۱۱)
- از بزرگ و قدرتمند (۲۰۱۳)
- ناگفته‌های دراکولا (۲۰۱۴)
- پولترگایست (۲۰۱۵)